# 老挝苏州大学
老挝苏州大学位于老挝首都万象，是中华人民共和国政府批准设立的第一所境外大学，也是老挝政府批准设立的第一所外资大学。现有国际经济与贸易、金融学、汉语语言和计算机科学技术等四个本科专业。